# Penetrator (вредоносная программа)
Penetrator (от англ. penetrate — «внедряться») — троянская программа, созданная российским студентом Дмитрием Уваровым. Троян был написан на Visual Basic и предназначался для операционных систем Windows c процессором x86. Внедряется в операционную систему и выполняет деструктивные действия над файлами .avi, .doc, .jpg, .jpeg, .mp3, .mpeg, .mpg, .pdf, .ppt, .rar, .vob, .wma, .wmv, .xls, .zip в ночь на первое января.

## Предыстория
Точная дата появления трояна неизвестна. Предполагается, что он появился в марте 2007 года. Первые сообщения о вредоносной программе стали появляться осенью. Тогда же и появилась легенда, что российский программист решил отомстить отвергнувшей его девушке, а заодно и всему цифровому миру.
Первая волна эпидемии трояна произошла 1 января 2008 года. Были заражены не только персональные компьютеры, но и сети предприятий и государственные структуры. Пострадали несколько тысяч компьютеров Амурской области. Вторая волна произошла 1 января 2009 года. Данный троян был обнаружен на компьютерах районной налоговой инспекции и прокуратуры.
18 января 2008 года в Калининграде был задержан двадцатилетний молодой человек, которого обвинили в создании данной программы. Дмитрий Уваров полностью признал свою вину, помог следствию, и в результате ему вынесли приговор в виде штрафа 3 000 рублей.

## Характеристика
Троян распространяется с помощью файла flash.scr (117248 байт, создан 04.08.2003 9:00:00 AM), тем самым маскируясь под программу — скринсейвер. Также были отмечены единичные случаи, когда он маскировался под файл mp3.
При запуске исполняемого файла, троян внедряется в папку «\Documents and Settings\All Users\Документы\», файлом Documents.scr, для операционной системы Windows XP, предварительно внедряясь в оперативную память и в раздел автозагрузки. Заражение файлов начинается лишь 1 января.
1 января троян активируется:
- в папке \WINDOWS\system32\ создает папку DETER177;
- в папке \WINDOWS\system32\DETER177\ создает скрытый файл lsass.exe (117248 байт; в отличие от настоящего lsass.exe, находящегося в папке \WINDOWS\system32);
- в папке \WINDOWS\system32\DETER177\ создает скрытый файл smss.exe (117248 байт; в отличие от настоящего smss.exe, находящегося в папке \WINDOWS\system32);
- в папке \WINDOWS\system32\DETER177\ создает скрытый файл svchost.exe (117248 байт; буквы «с» и «о» — кириллические, в отличие от настоящего svchost.exe);
- в папке \WINDOWS\system32\ создает скрытый файл AHTOMSYS19.exe (117248 байт);
- в папке \WINDOWS\system32\ создает скрытый файл сtfmon.exe (117248 байт; буквы «с» и «о» — кириллические, в отличие от настоящего ctfmon.exe);
- в папке \WINDOWS\system32\ создает скрытый файл psador18.dll (32 байта);
- в папке \WINDOWS\system32\ создает скрытый файл psagor18.sys (117248 байт);
- файлы АHTOMSYS19.exe, \WINDOWS\system32\DETER177\lsass.exe и \WINDOWS\system32\сtfmon.exe автозагружаются и постоянно присутствуют в оперативной памяти;
- деструктивное действие трояна направлено на файлы .avi, .doc, .jpg, .jpeg, .mp3, .mpeg, .mpg, .pdf, .ppt, .rar, .vob, .wma, .wmv, .xls, .zip;

- все .jpg-файлы (.jpg, .jpeg) заменяются bmp-изображением под оболочкой .jpg c размером 69х15 пикселей, 3174 байт со стилизованной надписью Penetrator. Файлы .bmp, .png, .tiff троян не трогает;
- содержимое файлов .doc и .xls заменяется нецензурным текстовым сообщением (при этом размер этих файлов становится 196 байт — по объёму текстового сообщения);
- троян создает папку Burn с файлами CDburn.exe и autorun.inf (расположение папки: Windows XP — \Documents and Settings\<Имя_пользователя>\Local Settings\Application Data\Microsoft\Windows; Windows Vista и Windows 7 — \Users\Master\AppData\Local\Microsoft\Windows\Burn);
- в каждой папке (включая вложенные папки) диска, на котором произошел запуск файла flash.scr, троян создает свои копии <имя_папки>.scr (117248 байт); после этого файл flash.scr на этом диске (который уже заразил), как правило, самоуничтожается, оставляя в корневых каталогах дисков скрытый файл трояна (без названия) с расширением .scr;
- при открытии/подключении локальных/съемных дисков троян копируется на незаражённые носители;
- производит скрытый вызов следующих системных dll-библиотек: ntdll.dll, kernel32.dll, MSVBVM60.DLL, USER32.dll, GDI32.dll, ADVAPI32.dll, RPCRT4.dll, ole32.dll, OLEAUT32.dll, MSVCRT.DLL.

Маскируется троян в системе следующим образом:
- Скрывает отображение «скрытых файлов и папок»
- Скрывает отображение расширений файлов
- Делает недоступным пункт меню «Свойства папки»
- Запрещает запуск «редактора реестра»'
- Блокирует установку антивируса
- Блокирует запуск утилит настройки системы
- Настраивает разделы реестра так, что файл flash.scr выглядит как обычная папка

## Распознавание трояна антивирусами
Различные антивирусы распознают его по-разному:
- Avira AntiVir — TR/Dldr.VB.bnp;
- Avast — Win32:Trojan-gen;
- AVG — Downloader.VB.AIM;
- BitDefender — Trojan.Downloader.VB.VKV;
- ClamAV — Trojan.Downloader-15571;
- DrWeb — Win32.HLLW.Kati;
- Eset NOD32 — Win32/VB.NNJ worm;
- F-Secure Anti-Virus — Trojan-Downloader.Win32.VB.bnp;
- Антивирус Касперского — Trojan-Downloader.Win32.VB.bnp;
- McAfee — Downloader.gen.a;
- Panda Security — W32/Penetrator.A.worm;
- VBA32 — Trojan-Downloader.Win32.VB.bnp.